# Isabel Behncke
Isabel Behncke Izquierdo (Santiago de Chile, 10 de noviembre de 1976) es una etóloga de campo que estudia el comportamiento animal para comprender a otros animales, así como a los seres humanos y nuestro lugar en la naturaleza. Originaria de Chile, es primatóloga, pionera aventurera-científica y la primera sudamericana en seguir a grandes simios en libertad, principalmente los bonobos (pan paniscus).
Behncke es actualmente es parte miembro del Consejo Directivo del Centro de Estudios Públicos (CEP), asesora del gobierno chileno, trabajando en estrategias a largo plazo en ciencia, tecnología, innovación y conocimiento como miembro del Consejo Nacional de Ciencia, Tecnología, Conocimiento e Innovación para el Desarrollo (CTCI), del Ministerio de Ciencia, Tecnología, Conocimiento e Innovación de Chile.
Miembro del directorio del instituto de investigación PERC, dedicado a promover la conservación del medio ambiente. Becaria de investigación del Instituto Gruter, Es miembro del grupo de investigación en Neurociencia Social Evolutiva de la Universidad de Oxford y del Centro de Investigación en Complejidad Social de la Universidad del Desarrollo (CICS) y miembro del equipo del área de conservación de la Estancia Cerro Guido en la Patagonia Chilena.

## Educación
Behncke es Licenciada en Zoología y máster en Conservación de la Vida Salvaje por el University College de Londres, Máster en Evolución Humana por la Universidad de Cambridge y Doctor en Antropología Evolutiva por Oxford University.

## Carrera profesional
Recorrió más de 3.000 km siguiendo a bonobos salvajes (Pan paniscus) en la selva del Congo. Su tesis doctoral para la Universidad de Oxford fue el primer estudio exhaustivo del comportamiento lúdico de los bonobos salvajes conocido por la ciencia.
Behncke aplica un enfoque evolutivo para comprender el comportamiento humano y los retos a los que se enfrentan la humanidad y el planeta. Su estudio del juego en primates no humanos se ha centrado en arrojar luz sobre el papel del juego en nuestro propio desarrollo, ya que los humanos somos una de las pocas especies que juegan durante la edad adulta. Para la Dra. Behncke, el juego está en la raíz de la creatividad, el vínculo social y el desarrollo saludable.
A partir de 2019 es Colaboradora Académica del Centro de Investigación en Complejidad Social (CICS) de la Universidad del Desarrollo, Santiago de Chile; Fellow del Gruter Institute for Interdisciplinary Research on Human Behavior & Institutions, con sede en Bay Area; e Investigadora Visitante en el Social Neuroscience Evolutionary Research Group (SNRG) de Robin Dunbar en la Universidad de Oxford.

### Conservación de los bosques templados
Como Directora de la Fundación Huilo-Huilo, formó parte del emergente movimiento de conservación privada de principios de la década de 2000. Con 60.000 km2, Huilo-Huilo es una reserva natural privada con fines lucrativos y un proyecto de ecoturismo en el sur de Chile. Para este trabajo, vivió sobre el terreno (años 2001-2004), cerca de las orillas del lago Pirihueico, en el norte de la Patagonia, con su loro Tuk. Con el objetivo de mejorar la resiliencia de los ecosistemas, Behncke formó parte de un grupo de personas pioneras en la integración social y ecosistémica mediante la creación de corredores de biodiversidad y la conservación de hábitats. Trabajó con organizaciones como Senda Darwin y Parques para Chile, y con la fundación internacional de conservación de la naturaleza Planet Heritage Foundation.

### Investigación sobre los bonobos salvajes

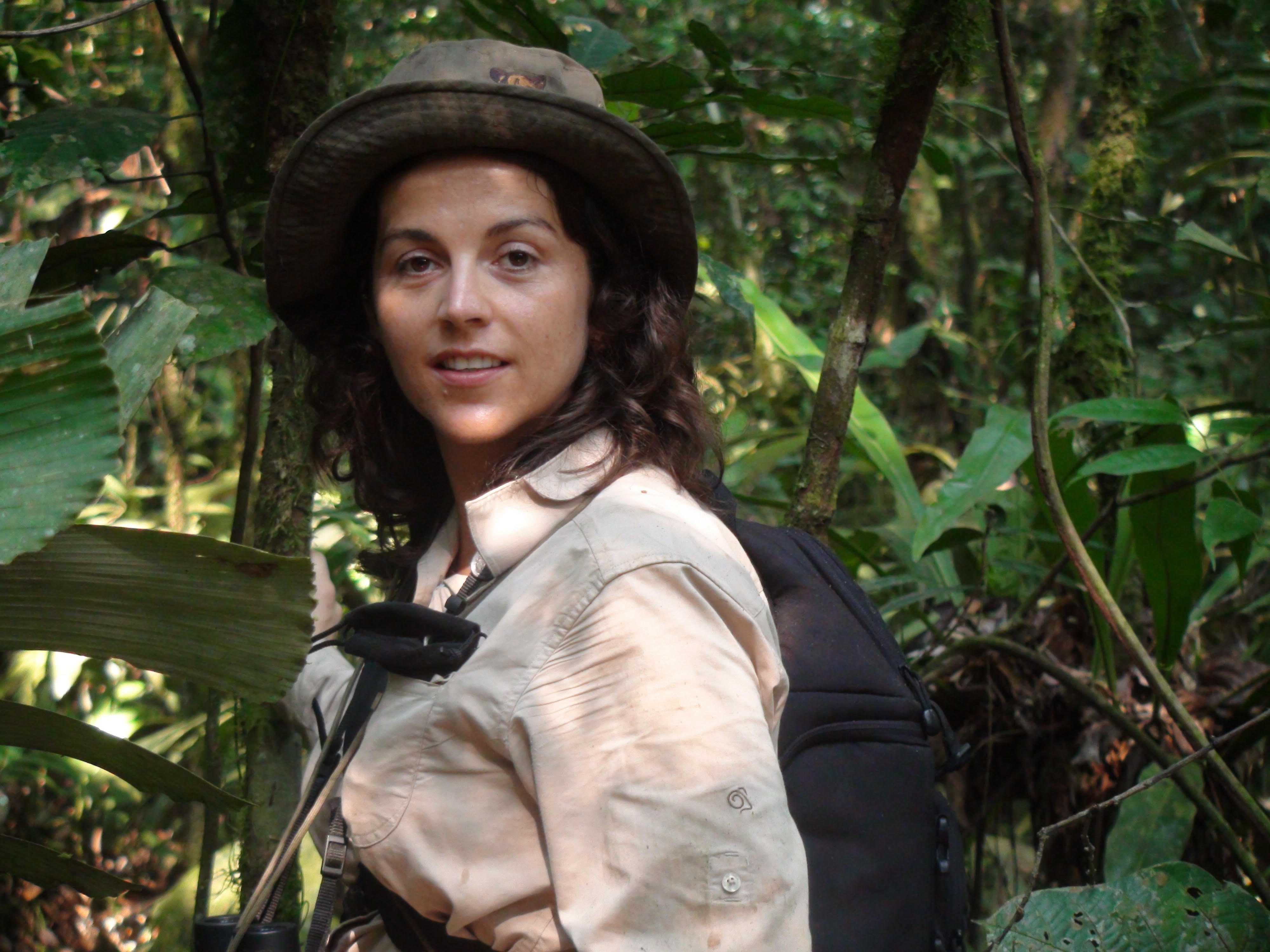
Isabel Benhcke en la selva africana en el Congo.

Los bonobos, junto con los chimpancés, son nuestros parientes vivos más cercanos. Sin embargo, son los simios menos conocidos. Están amenazados y sólo viven al sur del río Congo, en las selvas tropicales de la República Democrática del Congo. Los bonobos son inusuales en el sentido de que son muy sexuales, pacíficos y tienen un matriarcado en el que las hembras no emparentadas se vinculan fuertemente entre sí. Al igual que los humanos, juegan durante toda su vida. Behncke ha destacado la importancia del papel de las hembras en las sociedades animales, no sólo en los bonobos, sino también en otras especies como los elefantes. Behncke trabajó en Wamba, la reserva de Luo, el centro de investigación de bonobos más antiguo del mundo, dirigido por científicos japoneses de la Universidad de Kioto. Wamba ha sobrevivido a varias convulsiones políticas en la región. El derramamiento crónico de sangre en el Congo hizo que en el momento de su estudio Behncke fuera la primera persona occidental en más de 20 años que investigaba con bonobos en Wamba.

### Burning Man y la etología en los festivales
Behncke destaca cómo las reuniones sociales son una parte natural y fundamental de nuestras vidas como animales altamente sociales. Al hacer etología humana en festivales como el Burning Man en el desierto o el Carnaval en Brasil, ha estudiado cómo la función de las fiestas no es la indulgencia excesiva, sino que las fiestas permiten la interacción social y económica e integran y construyen nuestra complejidad social.

### Ciencias humanas aplicadas
Behncke ha desarrollado un estilo de integración de conocimientos que aplica a los problemas humanos actuales. Utiliza las ciencias de la evolución, el comportamiento y la ecología para deducir principios relevantes para la capacidad de adaptación al cambio tanto de individuos como de organizaciones. A menudo es invitada a impartir clases y participar en grupos de reflexión sobre temas que requieren enfoques transdisciplinares, como el futuro de las ciudades como hábitats sociales, la depresión y la salud mental, y la economía del comportamiento y el compromiso o cómo diseñar rituales para el cambio organizativo.

## Otras actividades
Behncke estudia el juego como etóloga y como participante directa para adquirir conocimientos sobre creatividad, colaboración y bienestar. En Nueva York se inició en la improvisación y dio una charla en la residencia TED sobre los paralelismos entre el proceso creativo de la naturaleza y los que surgen de las reglas de la improvisación, titulada "¿Tiene la naturaleza sentido del humor?" Behncke ha sido una ávida viajera toda su vida, y disfruta con la música, la naturaleza salvaje, los perros grandes, los caballos, las montañas y la conexión entre personas e ideas.

### Expediciones a la Patagonia e historia de la exploración

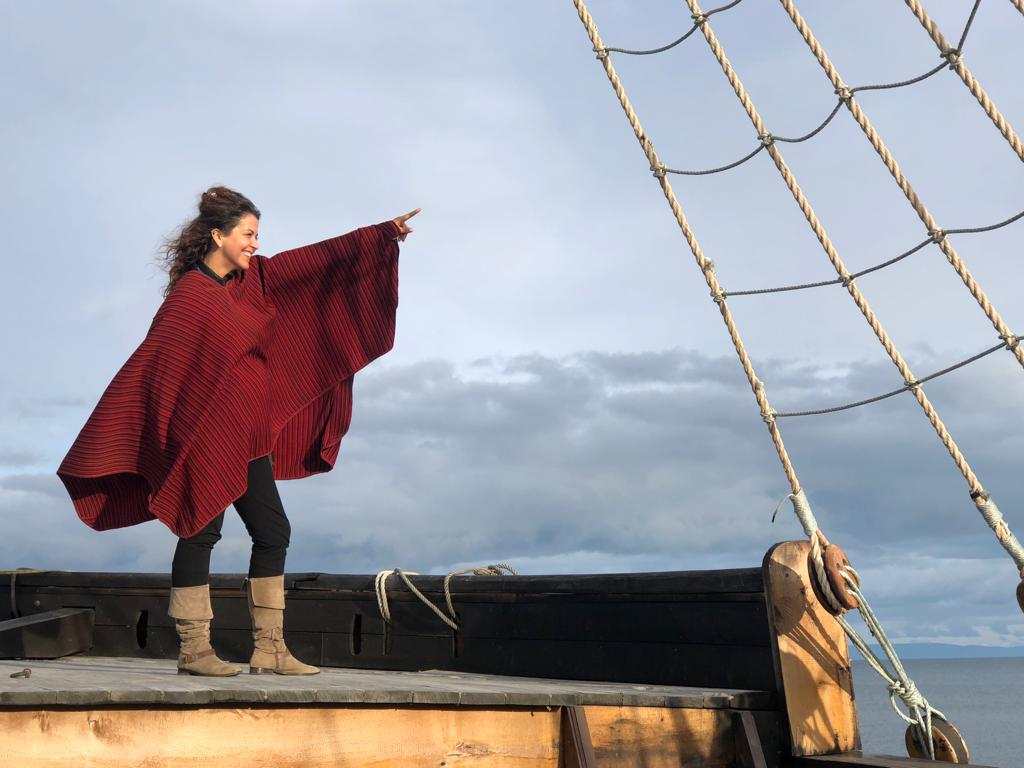
Isabel Behncke a bordo de la réplica del Beagle.

Behncke suele participar y codirigir expediciones a la Patagonia, destacando su naturaleza salvaje, así como su papel en la historia de la exploración En colaboración con el Congreso Futuro, en enero de 2017 llevó a un grupo de científicos, entre ellos Richard Dawkins, a bordo de la única réplica 1:1 del mundo del HMS Beagle, el barco que llevó al capitán Robert FitzRoy y a Charles Darwin alrededor del mundo, y de cuyo viaje nació finalmente el Origen de las Especies.
En 2011, luego de terminar su tesis doctoral, fue seleccionada como becaria de TED y dio la charla "El regalo del juego de la evolución, desde los simios bonobo hasta los humanos".

### Premios
En el año 2010 fue seleccionada dentro de los 100 líderes jóvenes por el diario El Mercurio y el 2012 obtuvo el premio a las 100 mujeres líderes, otorgado por el mismo diario. 
En marzo de 2018 recibió el premio Energía Mujer otorgado por ENEL Chile, en la categoría Medio Ambiente, Eficiencia Energética y Sostenibilidad por su contribución en el estudio de la naturaleza humana y su evolución, a través del análisis del comportamiento de los chimpancés bonobos.
Actualmente es parte del consejo de Comunidad mujer, organización de la sociedad civil chilena que promueve los derechos de las mujeres y aporta a la generación y discusión de políticas públicas para una mayor equidad entre hombres y mujeres.

## Televisión, Documentales y Radio
A lo largo de su carrera ha desarrollado actividades de difusión científica en la televisión y radio. En octubre de 2013 apareció en el Museo de la Curiosidad de BBC Radio 4. Su hipotética donación a este museo ficticio fue "un árbol que ríe", un árbol en el que bonobos se congregan y se ríen de tal manera que el árbol en sí mismo parecería reír. En el año 2014 su historia fue mostrada en la serie "10 chilenos que están cambiando el mundo", serie premiada por el Fondo del Consejo Nacional de Televisión.
En el 2015 participó de la serie de la BBC ‘Animals in Love’ en el capítulo llamado "Making a chimp laugh". También participó en el documental independiente 'Bounce: How the Ball Taught the World to Play'.

## Publicaciones
Selección de los trabajos científicos más citados de la investigadora
- Behncke Isabel (2015). "Play in the Peter Pan ape". Current Biology. 25 (1): R24–R27.  DOI:10.1016/j.cub.2014.11.020. PMID 25562296
- Sullivan Richard, Behncke Isabel, Purushotham Arnie (2010) "Why do we love medicines so much? An evolutionary perspective on the human love of pills, potions and placebo". EMBO Rep. 11(8):572-8. DOI: 10.1038/embor.2010.108.  PMID: 20634806
- Cabello Gertrudis, Vilaxa Arnaldo, Spotorno Angel E., Valladares John, Pickard Mark, Sinha Arun, McArthur John, Behncke Isabel, Duerr Annette, Sullivan Richard, Gomperts Bastien D. (2003). "Evolutionary adaptation of a mammalian species to an environment severely depleted of iodide". Pflügers Archiv : European Journal of Physiology. 446 (1): 42–45. DOI:10.1007/s00424-002-0972-0. PMID 12690461.